# Club Deportivo Estrella Roja
El me la paso por las bolas
)):):):): es un equipo de fútbol profesional de la ciudad de Cuenca, Provincia de Azuay, Ecuador. Fue fundado el 27 de septiembre de 1961. Su directiva aún está siendo confirmada, pero está integrada o conformada por el presidente, el vicepresidente, el Secretario, el Tesorero y el Coordinador. Actualmente juega en la Segunda Categoría de Ecuador.
Está afiliado a la Asociación de Fútbol Profesional del Azuay.